# Голыгино (Сергиево-Посадский район)
Голыгино — деревня в Сергиево-Посадском районе Московской области России, входит в состав сельского поселения Лозовское.

## Население
| 1859 | 1890 | 1899 | 1926 | 2002 | 2006 | 2010 |
| ---- | ---- | ---- | ---- | ---- | ---- | ---- |
| 202  | ↘187 | ↘110 | ↗282 | ↘20  | ↘18  | ↗40  |

## География
Деревня Голыгино расположена на севере Московской области, в южной части Сергиево-Посадского района, на Ярославском шоссе М8, примерно в 39 км к северу от Московской кольцевой автодороги и 14 км к юго-западу от железнодорожной станции Сергиев Посад, по правому берегу реки Вори бассейна Клязьмы, на границе с Пушкинским районом.
В 9 км южнее деревни проходит Московское малое кольцо А107, в 21 км к северу — Московское большое кольцо А108, в 19 км к юго-востоку — Фряновское шоссе Р110, в 4 км к западу — пути Ярославского направления Московской железной дороги.
К деревне приписано шесть садоводческих товариществ (СНТ). Ближайшие населённые пункты — село Воздвиженское и посёлок Заречный.

## История
В «Списке населённых мест» 1862 года — владельческое сельцо 1-го стана Дмитровского уезда Московской губернии на Московско-Ярославском шоссе, в 42 верстах от уездного города и 17½ верстах от становой квартиры, при реке Воре, с 25 дворами, почтовой станцией и 202 жителями (101 мужчина, 101 женщина).
По данным на 1890 год — сельцо Митинской волости Дмитровского уезда со 187 жителями.
В 1913 году в сельце Голыгино (Дятлово) 39 дворов, имение Е. А. Грузинова и квартира земского начальника 1-го Участка Дмитровского уезда.
По материалам Всесоюзной переписи населения 1926 года — деревня Городецкого сельсовета Хотьковской волости Сергиевского уезда Московской губернии в 8,5 км от шоссе Углич — Сергиев и 8,5 км от станции Хотьково Северной железной дороги; проживало 282 человека (123 мужчины, 159 женщин), насчитывалось 55 хозяйств (54 крестьянских).
С 1929 года — населённый пункт Московской области в составе:
- Воздвиженского сельсовета Сергиевского района (1929—1930)[14],
- Воздвиженского сельсовета Загорского района (1930—1963, 1965—1991)[15][16][17],
- Воздвиженского сельсовета Мытищинского укрупнённого сельского района (1963—1965)[16],
- Воздвиженского сельсовета Сергиево-Посадского района (1991—1994)[17],
- Воздвиженского сельского округа Сергиево-Посадского района (1994—2006)[18],
- сельского поселения Лозовское Сергиево-Посадского района (2006 — н. в.)[19][20].